# هایدی لونگ
هایدی لونگ (انگلیسی: Heidi Long؛ زادهٔ ۲۹ نوامبر ۱۹۹۶) قایقران روئینگ زن اهل بریتانیا است.
وی در مسابقات کشوری و بین‌المللی در مجموع برندهٔ ۲ مدال طلا، ۳ مدال نقره، ۱ مدال برنز شده است.